# Nicolas de Largillière
Nicolas de Largillière, nebo také psáno de Largillierre (10. října 1656, Paříž – 20. března 1746, Paříž), byl francouzský barokní malíř, známý jako portrétista.

## Život
Když v roce 1686 de Largillière namaloval portrét Charlese Le Bruna, byl přijat do Francouzské akademie. Během své kariéry maloval de Largillière zejména portréty slavných osob, podobně, jako jeho známější kolega Hyacinthe Rigaud. Postupně si svým talentem získal takový věhlas, že se o něj začal zajímat i král Ludvík XIV., jehož rodinný portrét namaloval v roce 1709; i po jeho smrti zůstal de Largillière u dvora a maloval pro představitele státu v době Regentství.
Nicolas de Largillière se dožil velice vysokého věku, 89 let. Zemřel 20. března 1746 v Paříži.

## Dílo

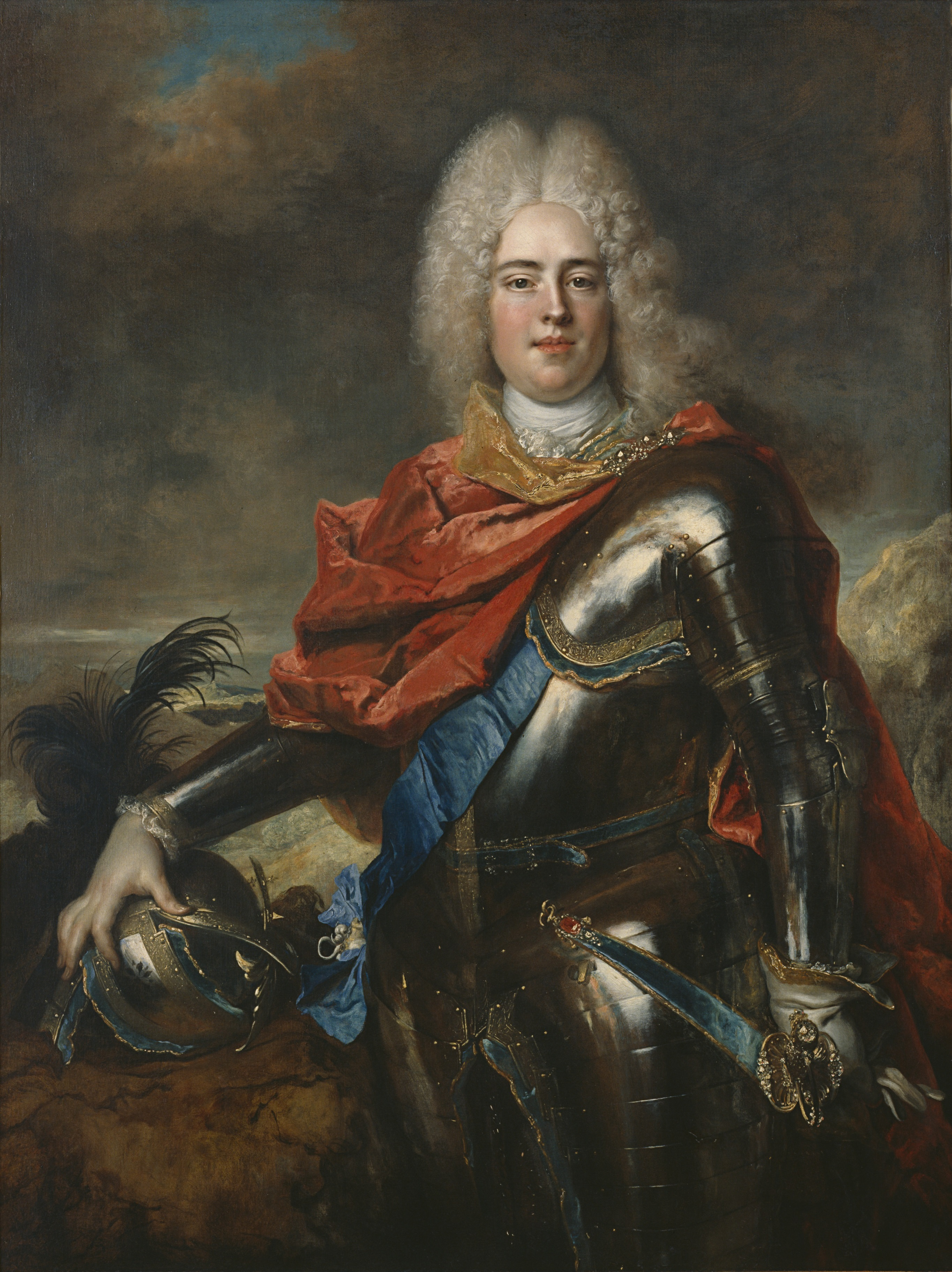
August III. Polský
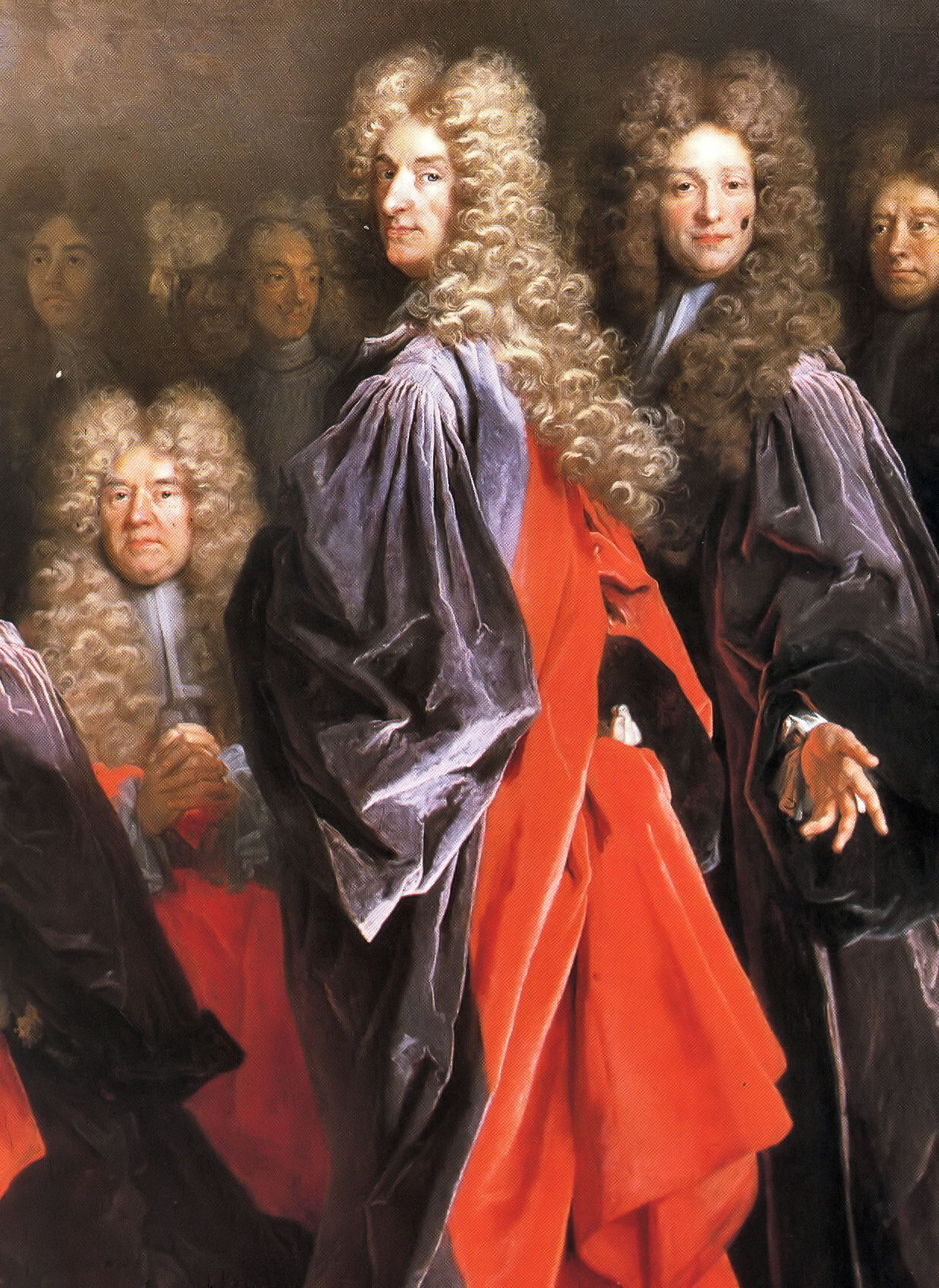
Muži s alonžovými parukami, přibližně r. 1696 , Ex-voto à Sainte-Geneviève, detail)
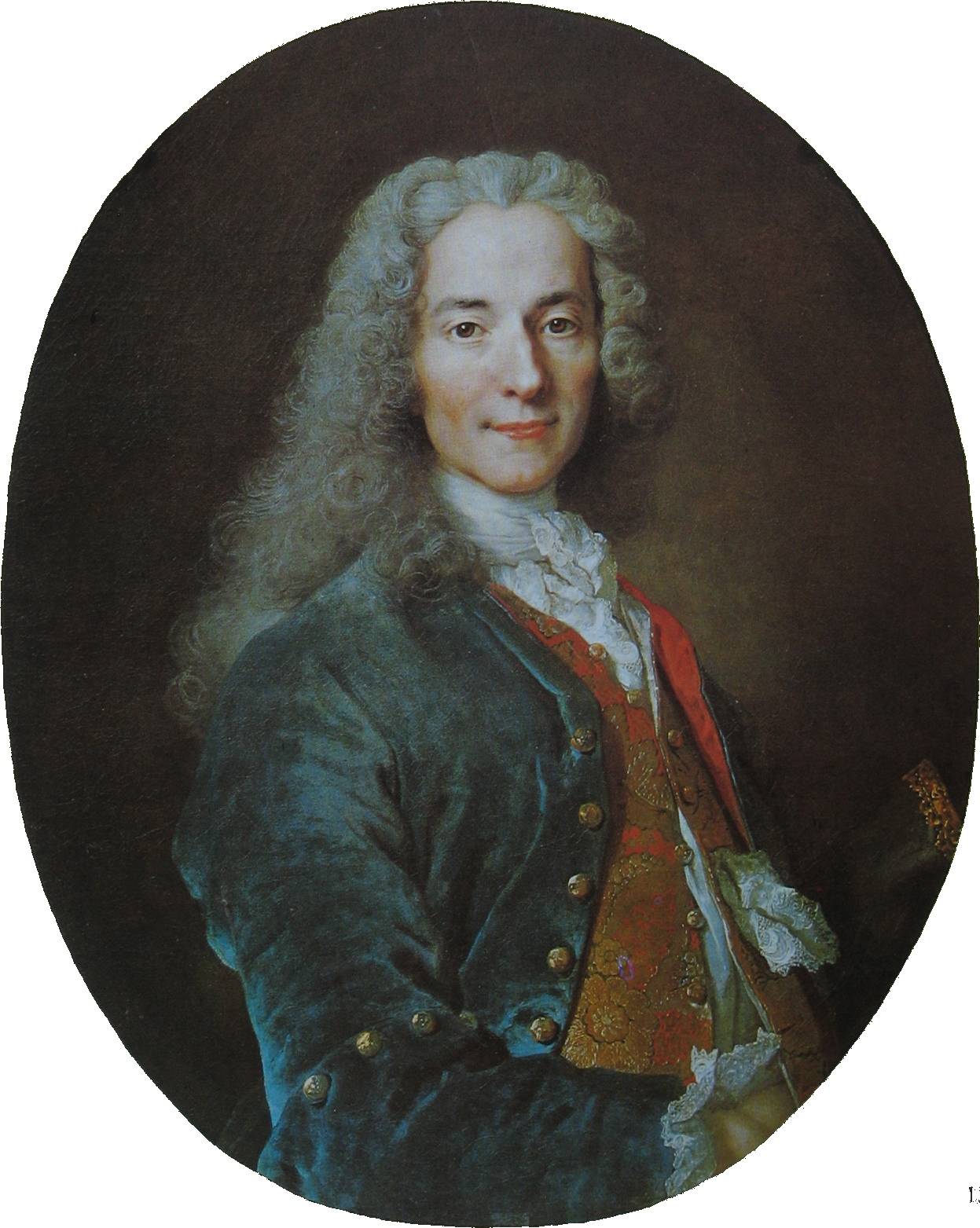
Voltaire